# Plog
Plog är ett jordbruksredskap som används för en första kultivering av jord inför plantering av växter eller frösådd. Plogens tillkomst innebar möjlighet att luckra matjorden, att mylla ner skörderester och gödsel, att effektivt bekämpa ogräs och att ge förutsättningar för en bra såbädd. Dessa fyra komponenter anses tillsammans vara de viktigaste för en hög avkastning på den sådda grödan.

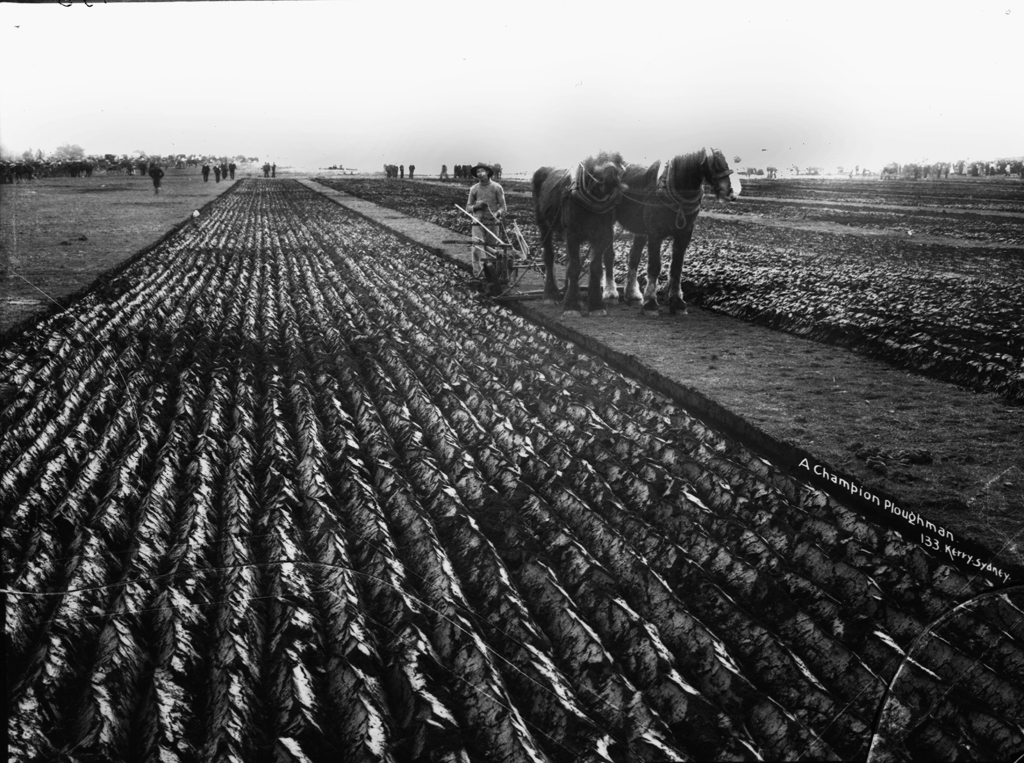
En mästerplöjare från omkring år 1900, Australien.

## Plöjning

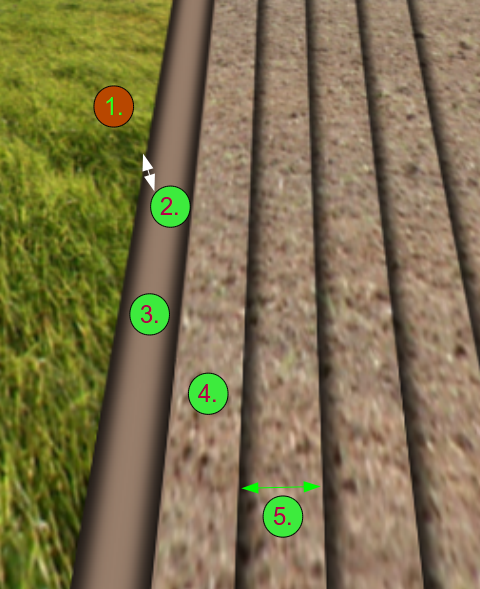
Benämningar vid plöjning:
1. Landsida
2. Plöjningsdjup
3. Plogfåra
4. Tilta
5. Tiltbredd

Plöjning är en process för bearbetning framför allt av åkerjord. Den innebär att man genom att föra en plog framåt i jorden lyfter upp remsor (tiltor) av matjordsskiktet och lägger tillbaka dem upp-och-ned.
Syftet med att plöja är luckra upp jorden samt att påskynda förmultning av det gamla rotlagret och växtrester, bekämpa ogräs samt motverka spridning av växtsjukdomar. Det är också ett första moment för att skapa en såbädd.
Rätt utfört ska inget av den ursprungliga vegetationen vara synlig efter plöjningen. Lämpligt plöjningsdjup beror mest på hur tjockt matjordslagret är. Vanligt djup i Sverige är 15–25 cm. Under senare år har plöjningsdjupet tenderat att minska något och idag rekommenderas inte normal plöjning djupare än 20 cm. Vid skumplöjning som är en form av ogräsbekämpning används ett plöjningsdjup på 8–10 cm. Efter lämplig tid, när ogräset har börjat gro, plöjs fältet på vanligt sätt. Skumplöjning kan också användas för att mylla ner gödsel.
Plöjning har historiskt varit ett kritiskt moment vid vallbrott - dåligt utförd kan den medföra att det blir svårt, även med mycket harvning, att åstadkomma en bra såbädd. Plöjningstävlingar är vanliga över hela världen och de skickligaste samlas i World Ploughing Organization.. I Sverige korar man årligen svenska mästare i olika typer av plöjning.
Vid nästa års plöjning måste man börja vid åkerns andra sida, så att tiltan vändes tillbaka. Om man inte gör så, kommer efter några år all åkerjord ha förskjutits åt sidan.
Åkrar är sällan alldeles horisontella. Därför måste fårornas riktning väljas med omsorg, så att det blir lämpligt med hänsyn till avrinning av regnvatten. På sankmark vill man bli av med vattenöverskott. På torrlänt mark vill man behålla så mycket vatten som möjligt.

## Etymologi
Plogen är en vidareutveckling av redskapet årder men etymologiskt har de ingen koppling till varandra. Ordet för plog är väldigt likartat inom den germanska språkgruppen (norska plog, danska plov eller ploug, tyska Pflug och engelskans plough)
Ordet kommer ur fornsvenskans plōgher, samma ord som det fornnorska och fornisländska plógr. Trots en mångfald av försök att ytterligare spåra ordet tillbaka i tiden är dess ursprung höljt i dunkel. Det kan jämföras med langobardernas (långskäggens) plovum eller plovus och rätoromanskans plaumorati samt (troligen germanska lånord) det fornslaviska ordet plugǔ' och litauiskans pliúgas. 

En annan germansk benämning på plog kommer ur det gotiska ordet hôha vars ursprungliga betydelse belyses av de närbesläktade šākhā på sanskrit, gēc på iriska och det litauiska szakà samt det gammalengelska ordet sulh, plog eller fåra.
I vissa svenska dialekter säger man fortfarande ärja med betydelsen plöja.

## Historia och utveckling

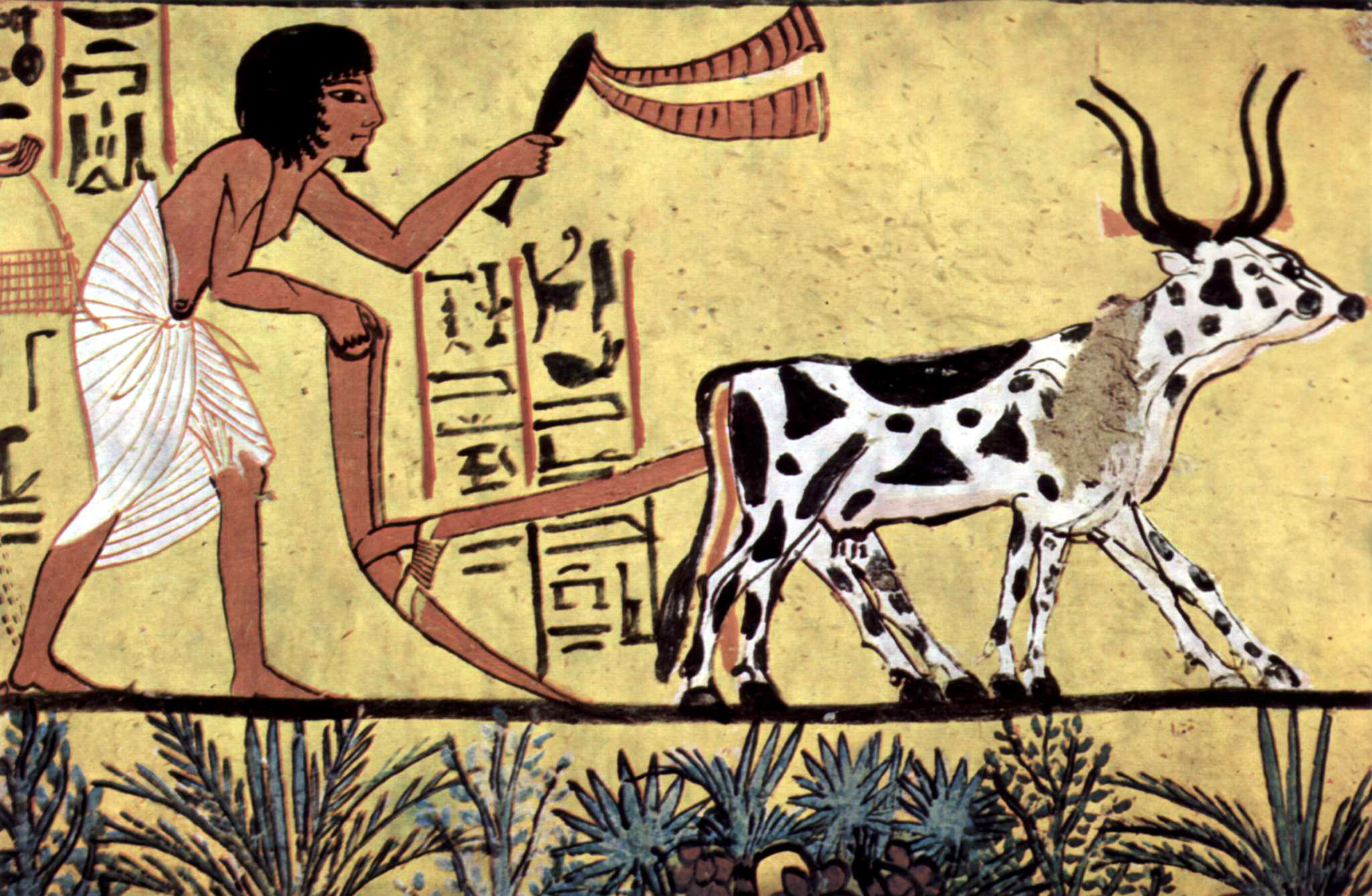
Ärjning i antika Egypten med årder dragen av oxar.

### Övergripande
Årdret har sedan tidigt i vår kända historia varit ett grundläggande redskap och representerar en av de viktigaste innovationerna inom jordbruket. Ett årder syns på bilden hämtad från faraos arkitekt Sennedjems gravkammare omkring 1200 f.Kr. Man vet inte när årdret uppfanns men troligt är att den sträcker sig tillbaka till åtminstone 3000 f.Kr. I Främre Orienten har järnskodda plogar funnits sedan omkring 1000 f.Kr. och den tidigaste järnplogen som hittats i Kina dateras till 200—475 f.Kr. Arkeologiska fynd visar att romarna använde tunga plogar med vändskiva av järn i England under 300-talet e.Kr. Under vikingatid/tidig medeltid börjar de tunga hjulplogarna förekomma i Danmark och Skåne. I övriga Norden börjar de modernare lättare plogarna att brukas i början av 1700-talet. Ännu i mitten av 1800-talet var dock årdret det främsta redskapet för jordbearbetning i Norden.

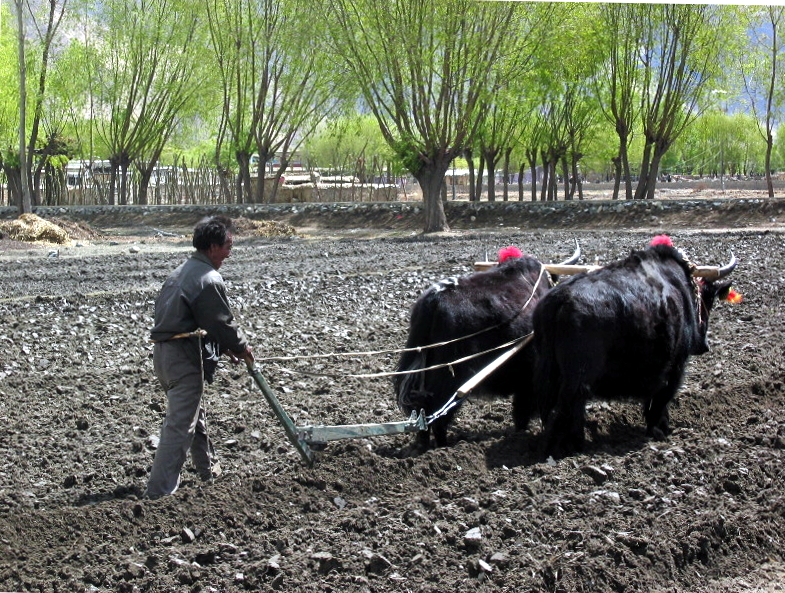
Plog dragen av jakar i Tibet

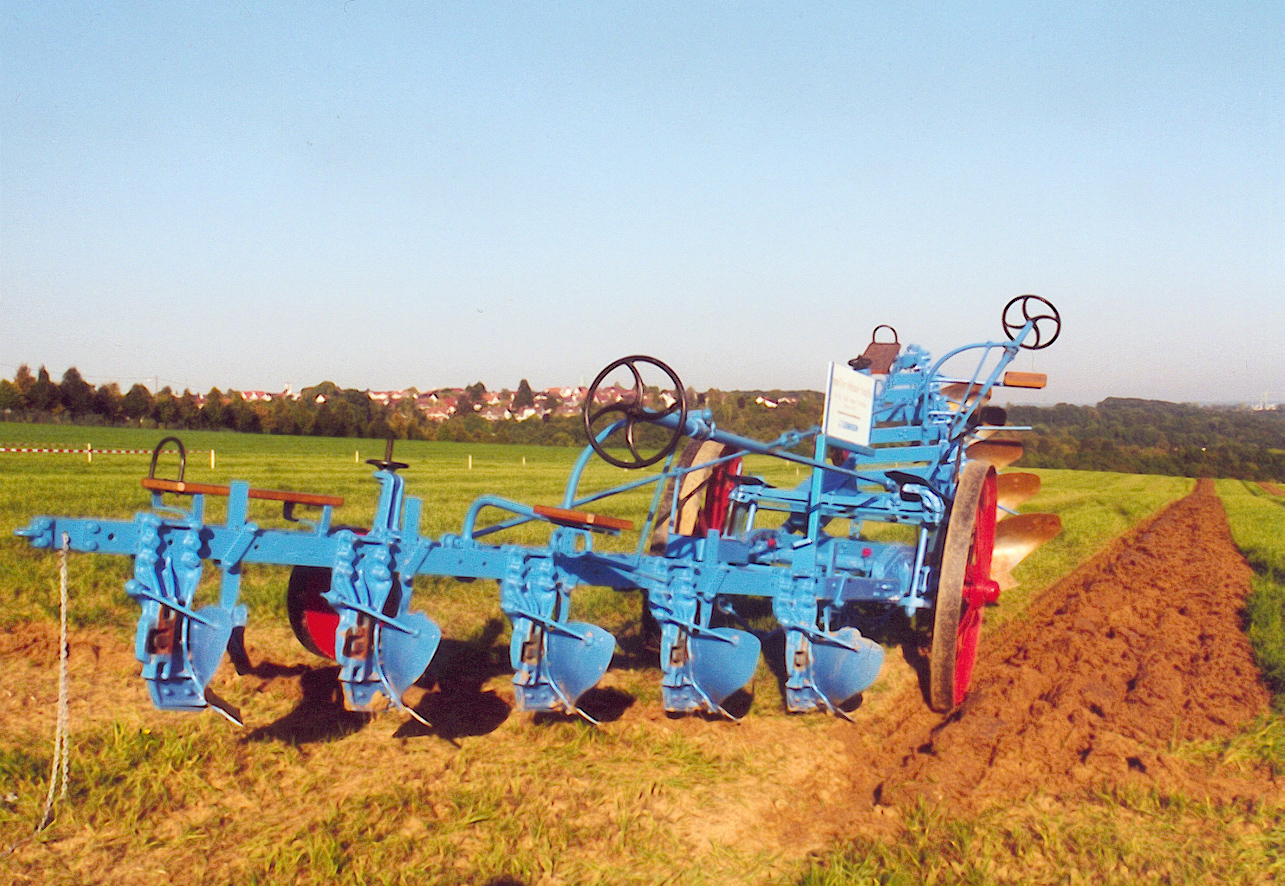
Tysk balans-plog från 1921. Plogen drogs med lina av två ångmaskiner placerade vid var sin ände av fältet. På plogkropparna syns träskivor avsedda för operatören att sitta på.

Till en början drogs plogen av oxar och senare i ökande utsträckning av arbetshästar och mulor. För att kunna hanteras av den som plöjer får plogen inte vara för tung. Därför var de länge byggda i trä, sedermera järnskodda. Den moderna plogen med gjuten vändskiva i stål utvecklades av John Deere i USA under 1830-talet. I Sverige var det Furudalsplogen från Furudals bruk som gjorde att typen fick sitt definitiva genombrott mot 1800-talets slut.
I takt med att länder industrialiserades började man använda ångmaskiner som dragare, till en början stationära och sedermera rörliga i form av ångdrivna traktorer. Idag används traktorer med förbränningsmotorer och fortfarande är plöjning det vanligaste sättet att bearbeta jorden. Metoder för odling med reducerad bearbetning har dock sedan 1970-talet fått ett ökande utrymme.

### Årder

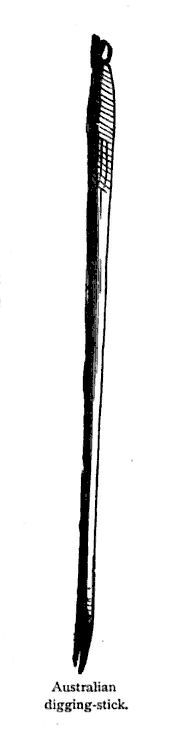
En australisk grävkäpp som används av aboriginerna

Det äldsta och enklaste redskapet för plantering är förmodligen grävkäppen, en spetsig käpp som används för att göra planteringshål eller skrapa upp markytan med för att kunna sätta frön. Domesticeringen av uroxen i Mesopotamien och dess samtida civilisation i Indusdalen, kanske så tidigt som 6000 år före Kristus gav människan tillräcklig dragkraft för att ett ärjningsredskap skulle kunna utvecklas. 

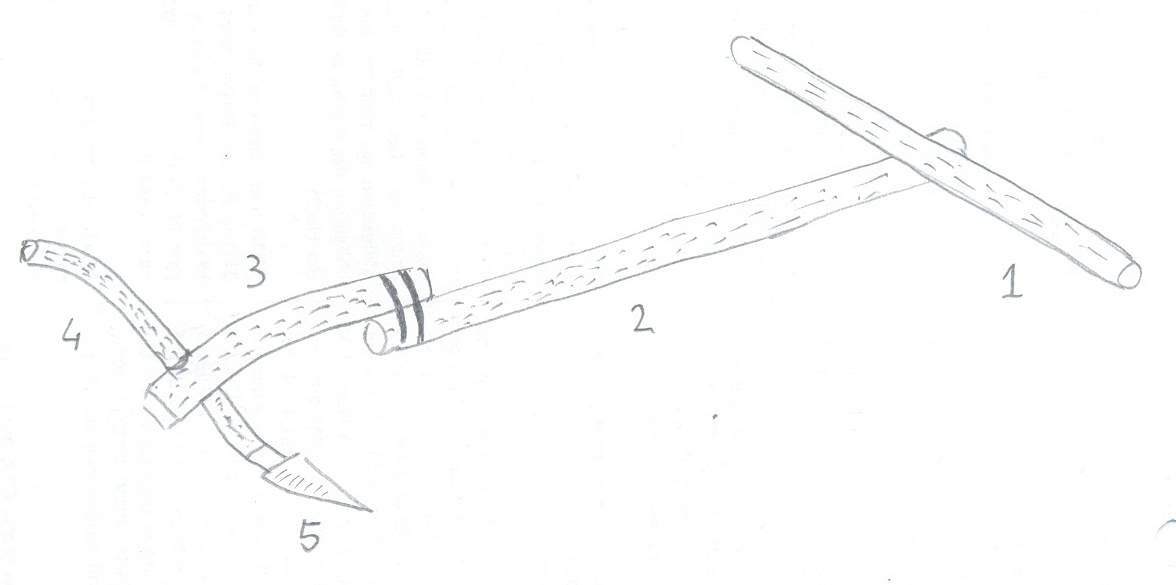
Primitivt årder.

Det första ärjningsredskapet var ett enkelt årder, som bestod av en vertikal träkäpp fastsatt i en ram som kopplades till dragdjuret. Ärjningen gick till så att man drog upp parallella fåror över fältet som skulle besås och mellan fårorna låg orörd mark. Därför korsärjde man ofta, det vill säga ärjde på nytt vinkelrätt mot de tidigare fårorna vilket gjorde att fälten blev kvadratiska. Inom arkeologin benämns sådana fält keltiska fält och har påträffats på flera platser i Nordeuropa med dateringar från tidig bronsålder (omkr. 1800 f. Kr.) fram till medeltiden. 

### Bågårder
Nästa led i utvecklingen var att utrusta årdret med krökta årderstång. Det gjorde att den som plöjde kunde styra årdret i vertikalled genom att vinkla den snarare än att trycka ner den. Därmed överfördes mer av arbetet på dragdjuret och det blev möjligt att ärja djupare. Spetsen på årdret skoddes ofta i brons och sedermera i järn för att öka slitstyrkan på spetsen. Eftersom metall var dyrt, smältes spetsarna ner i krigstider för att smida vapen. I fredstid gjorde man tvärtom och detta är sannolikt ursprunget till det bibliska uttrycket "Då skola de smida sina svärd till plogbillar och sina spjut till vingårdsknivar" (Jes. 2:4).

### Plogen införs

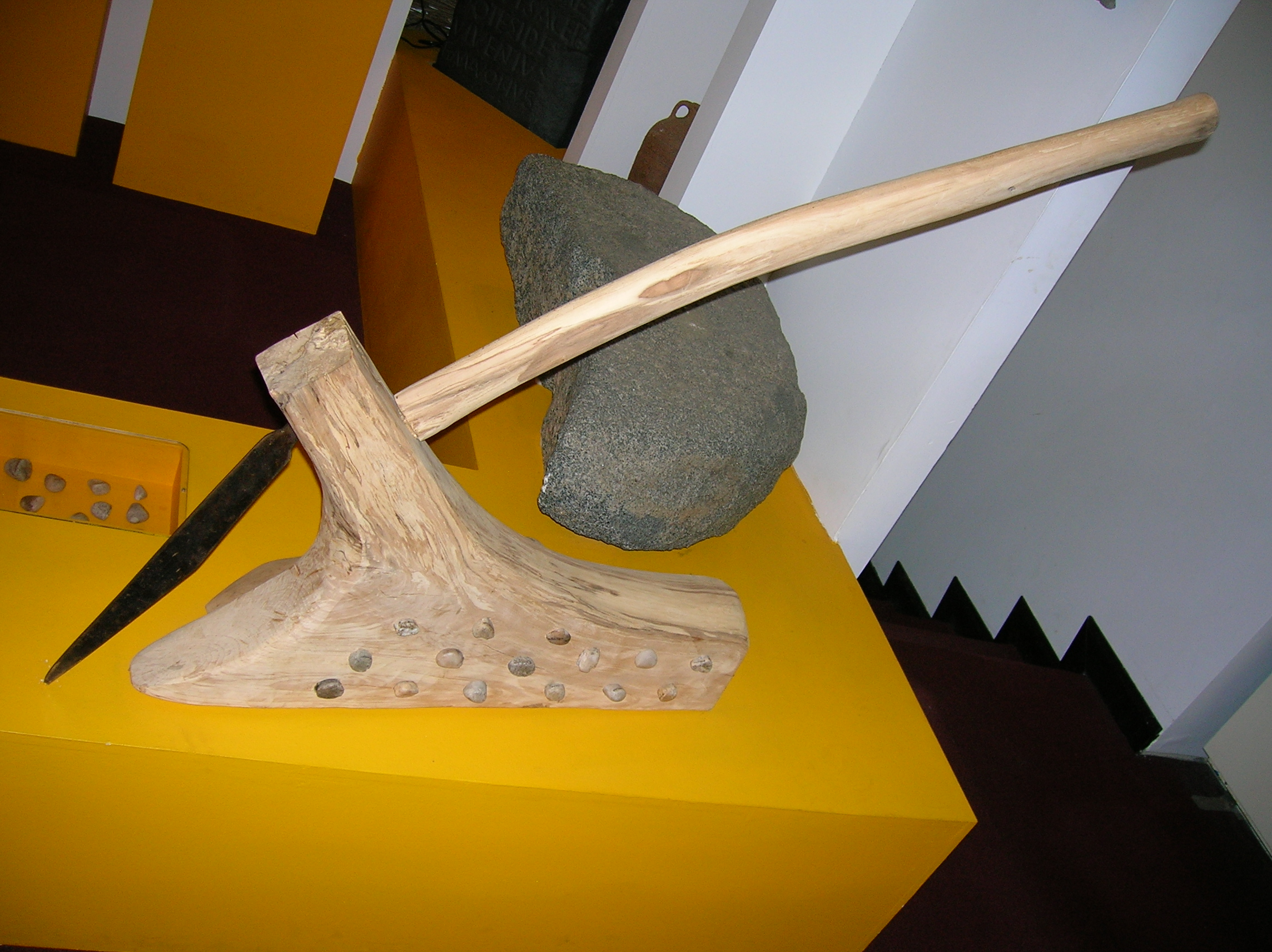
Rekonstruktion av en plog med kniv, vändskiva och landsida

Ett viktigt steg framåt i utvecklingen skedde i och med tillkomsten av plogen. Den stora skillnaden gentemot årdret var tillkomsten av vändskivan. Denna vände på jorden som skars upp av kniven (risten) och lade jorden åt sidan så att plogen kunde skära upp raka och prydliga fåror i åkern. Plogen med vändskiva fungerade så att kniven på plogen först skar ett snitt i jorden, varefter en remsa jord gled upp över skäret och vidare över vändskivan (ofta i trä) för att sedan vältas upp och ner åt sidan. Efter plogen lämnades en fåra som vid nästa drag med plogen fylldes med jord som hade vänts en gång till. Utöver vändskivan fanns även ett långt bakstycke – eller landsida – på plogen. Landsidan var till för att hålla plogen stabil. I stora drag fungerar den moderna plogen på samma sätt som den första plogen med vändskiva. Vid en jämförelse kan man se att den primitiva plogrekonstruktionen och plogen med knivristen, skäret och vändskivan i princip är likadana.
De tidigaste vändskivorna i Europa var i princip kilar som satt bakom knivristen och bände över och välte runt jordremsan. I Kina var vändskivorna krökta i princip från början, vilket gjorde att de på ett smidigare och säkrare sätt vände på tiltan. Det var först på 1700-talet som den krökta vändskivan dök upp i Europa. Med plogen med vändskivan var det plöjaren som styrde plöjdjupet genom att manövrera landsidan, i vinkel och vertikalt vilket medförde att de fick inte bli för tunga. Därför var de – i Europa – under lång tid byggda av trä, ofta ek till plogkroppen och alm till dragstången och med plogspets av järn. I Europa var det först när man började utrusta plogen med hjul som plogar helt i järn kunde börja utvecklas. I Kina såg utvecklingen annorlunda ut, där nya selar till dragdjuren tillät dem att dra större och tyngre plogar, vilket gjorde att man i Kina redan på 300-talet f.Kr. kunde ha helgjutna plogar i järn.
Plogen med vändskiva gjorde att tiden för att plöja ett fält minskade drastiskt vilket gjorde att lantbrukaren kunde ta större landområden i bruk med en ökad produktion som följd. På grund av plogens landsida blev den också svårare att vända vilket ledde till att fälten gick från att vara kvadratiska till att bli avlånga.

#### Innovationer i Kina
Den första varianten av en plog med vändskiva återfinns på 500-talet f.Kr. i Kina. De här första prototyperna till dagens plogar var en vidareutveckling av årdret, med fler delar, inte sällan gjorda i järn. Det är oklart om de första protoplogarna hade en plogbill i trä med järnöverdrag eller om billen var helt i järn, men åtminstone på 300-talet f.Kr. (tack vare bättre järnteknik i Kina) började kineserna att använda en ny typ av bill – kallad kuan – som var helt och hållet gjord av järn. Andra nyheter som introducerades med kuan var en vändskiva över billen som hjälpte till att trycka undan jorden, och en ny typ av fyrkantig ram till plogen. Den nya ramen gjorde bland annat att bonden med större precision kunde styra plöjningsdjupet. Alla de här innovationerna innebär att man kan prata om den första riktiga plogen i världen, till skillnad från tidigare plöjningsredskap som alla varit olika varianter av årdret. Särskilt vändskivan skulle innebära en total revolution för jordbruket över hela världen. Man kan likna det med att plogen var böndernas motsvarighet till att gå från pilbågen till geväret. 
Järnplogar insåg man dock snabbt var för tunga för hästar eller oxar att dra med den traditionella selen som fästes runt halsen på djuret. Därför uppfann man i Kina snart (300-talet f.Kr.) också en sele (loksele) som fästes runt bröstet på djuren, vilket gjorde att de kunde dra tunga plogar och andra tunga laster. 
Plogen fortsatte att utvecklas med flera uppfinningar och hade på 1200-talet nått en mycket hög teknologisk nivå, betydligt högre än i Europa. Bland annat uppfanns en tredelad plog, man uppfann även en modul till plogen för att kunna plöja och så, samt harven. Dessa uppfinningar introducerades från Kina under 1600-talet i Holland, för att därifrån sprida sig vidare i Europa. Under perioden fram till 1700-talet är det tydligt att det är Kina som driver på jordbruksutvecklingen i världen genom sina många innovationer.

#### Plogen kommer till Europa
Plogar med vändskiva dyker först upp någon gång på 400- eller 500-talet e.Kr. i Europa.   För att hantera de tunga plogarna använde man sig i Europa av årder och plogar med hjul. Det är något oklart när hjulårdret och hjulplogen introducerades, men klart är att de spelade en viktig roll runt år 1000 och framåt. Eftersom plogarna var så tunga krävdes fler djur som skulle dra dem, inte sällan krävdes sex eller åtta oxar för att plöja en åker. Detta berodde delvis också på att det inte var förrän på 800-talet som den mer effektiva lokselen introduceras i Europa. Tidigare hade man använt sig av en sele runt halsen, som innebar att hästen eller oxen kunde strypas om den drog ett för tungt lass.

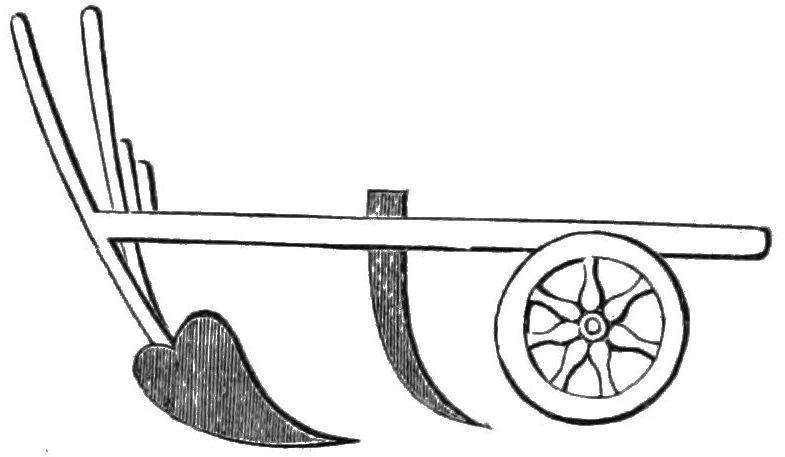
En hjulplog

Tillkomsten av hjulplogen medförde dock inte att den hjullösa försvann från scenen. I medeltidens Frankrike fanns exempelvis två namn för plog beroende på om den hade hjul eller ej: araire var en hjullös plog och charrue var utrustad med hjul. Plogen nämns också i ett norditalienskt dokument från 643. Ordet plog förekommer i de fornslaviska språken vilket antyder ett tidigt bruk av sådana. I allmänhet verkar det som att med vändskivans intåg på scenen i Europa följde en övergång från två- till treskiftesbruk vilket medförde ökad jordbruksproduktion per brukad enhet.
Plogen kom till Norden först under vikingatiden. Norrmännen tycks ha lärt känna plogen i England, och västskandinaviska plogar är nära besläktade med engelska plogar. Ungefär samtidigt kommer den tyngre hjulplogen från Tyskland in i Danmark, och hade på 1100-talet spritt sig till Skåne.

Plogen introducerades något tidigare i väst- och sydsverige jämfört med östra och norra Sverige, där man föredrog årdret av olika anledningar. Under 1400- och 1500-talet spred sig plogen till Sveriges mittersta och norra delar, även om det in på 1600-talet fanns ett parallellt bruk av både plog och årder i de norra delarna av landet. Hjulplogen förekom i Skåne och Hallands kustlandskap. Den Västsvenska plogen, lik hjulplogen men med en fot framtill i stället för hjul, förekom i Värmland, Dalsland, Bohuslän och nordvästra Västergötland.
Runt mitten av 1700-talet börjar dock flera nya plogtyper att dyka upp, den mellansvenska plogen i Närke, Västmanland och västra Södermanland och Nordsvenska plogen i Norrland och Dalplogen i Dalarna. Alla är så kallade högplogar med högt styre. Dalplogen, som var utrustad med järnvändskidor dyker upp en tid före 1700-talets mitt, det är okänt om det skett utifrån påverkan av utländska plogar. Under 1700-talet försökte flera personer konstruera nya plogtyper, ofta med mindre framgång. En plogtyp konstruerad av Jacob Radhe Gripenstedt skall ha haft viss utbredning på de uppländska godsen men visade sig dock mycket klumpig i förhållande till traditionella konstruktioner. I stället blev det Dalplogar av Hedemoratyp, liksom plogar från Hälsingland som i slutet av 1700-talet och början av 1800-talet öka i popularitet. Efter en sakta ökning av antalet plogar började årdret under 1800-talet att åter öka i popularitet, främst genom potatisodlingen.

### Vidareutveckling av plogen
Den grundläggande plogen, med rist, skär och vändskiva utvecklades tämligen litet fram till Upplysningstiden. Under 1730-talet utvecklade Joseph Foljambe från Rotherham, England, nya former för plogkroppen och järnklädda vändskivor för sin plog (Rotherham Swing). Den var väldigt lätt jämfört med befintliga plogar och hade inget hjul (därav benämningen "Swing") och blev väldigt populär i England. Rotherham Swing kan vara den första fabriksbyggda plogen. Utformningen av speciellt vändskivan i en plog har stor betydelse för hur lätt den plöjer och James Small använde matematiska metoder för sitt arbete med vidareutvecklingen och utvecklade sin "Scots Plough", den skotska plogen, med en gjuten vändskiva. Denna anses vara grunden till dagens vändskiva. Smeden Jethro Wood från New York tillverkade en "Scots Plough" i tre delar. Det gjorde det möjligt att byta ut delar av en plog istället för att tillverka en ny, eller lämna in den till bysmeden då någon del blev utsliten. År 1837 introducerade John Deere sin gjutna stålplog. Denna plog var mycket starkare i sin konstruktion än de befintliga järnplogarna och gjorde det möjligt att plöja upp marker i USA som man tidigare inte kunnat. Ytterligare utveckling skedde på materialsidan och stål ersatte järnet i ristar och spetsar. Vändskivor i mjukare, ythärdat stål som inte så lätt gick sönder utvecklades och knivristen kunde tas bort så att plogen gick lättare.
Till Sverige kom plogtypen med järnvändskida från Holland vid 1700-talets mitt. I Dalarna, där redan plogar med järnvändskida utvecklats redan före 1700-talets mitt utvecklades i början av 1800-talet ett plogsmide av modernare plogar som senare fick avläggare på skilda håll, främst i Värmland och Norrland. Den av James Small introducerade plogtypen började 1803 tillverkas vid den av Carl Georg Stjernsvärd inrättade redskapsfabriken vid Engeltofta vid Engelholm, den första i Sverige.
När Furudals bruk på 1840-talet började tillverka amerikanska plogar kom modellen att introduceras i såväl Dalarna, Uppland och Västmanland. På 1850-talet slog även Åkersplogen, tillverkad vid Åkers styckebruk igenom i Sverige. Vid Ultuna konstruerades 1851 en ny plogtyp baserad på en engelsk konstruktion, vilken senare kom att introduceras vid Överum, Ankarsrum, Forsbacka, Forsvik och Nävekvarn. Andra betydande tillverkare under slutet av 1800-talet var Norrahammar, Västlandaholm och Vibergs i Ransta.
Därutöver förekom även andra lokala plogtyper under 1800-talet. Norrlandsplogen med en tvär bill var vanlig utefter Norrlandskusten vid mitten av 1800-talet och exporterade även till andra håll, bland annat till Gotland. Knallplogen eller Västgötaplogen var en lågplog helt i järn frånsett åsen, utvecklad omkring 1830. Den spreds även till andra landskap innan den började trängas undan av amerikanska plogtyper.

### Moderna plogar
Idag finns det två typer av plog för reguljär plöjning: tegplogen och växelplogen. Mindre plogar är burna, dvs kan lyftas helt upp i luften med traktorns trepunktslänkage. Större plogar (vanligen fler än 7 plogkroppar) är oftast delburna, dvs bärs upp av trepunktslänkaget och av ett eller två hjul. Sådana finns med upp till 16 skär i serietillverkning. 

Med tegplogen kan man bara lägga tiltan åt ena sidan (höger). I praktiken betyder det att resultatet blir ett "dike" i mitten av fältet (slutfåra) eller en rygg i mitten. Att jämna ut ytan med efterföljande harvning kräver vanligen mycket arbete. För att undvika att en ås bildas mitt på tegen brukar man varannan gång plöja utåt mot fältets kanter och varannan gång in mot mitten.

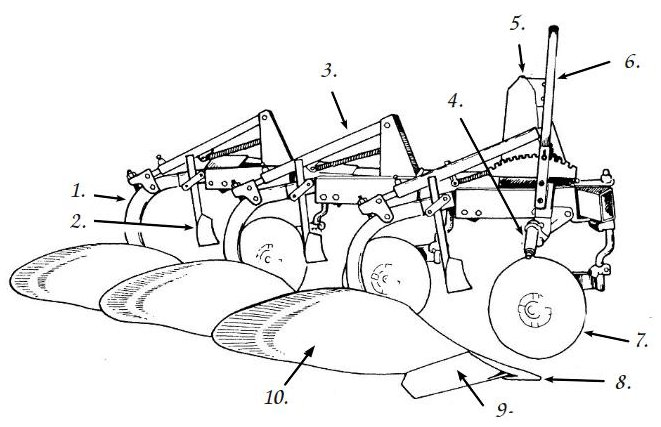
3-skärig tegplog.

De viktigaste komponenterna i en modern tegplog visas i figuren till höger:
1. Plogås: kopplar plogkroppen till plogens ram.
2. Skumrist: har till uppgift att skära bort ett hörn av tiltan så att den lägger sig bättre mot redan vända tiltor.
3. Stenutlösning. En mekanism som gör att plogkroppen kan vikas upp vid kontakt med större stenar - för att undvika att plogen går sönder. Stenutlösningen i figuren är mekanisk och anspänningen på fjädern avgör vid vilket motstånd plogkroppen skall lösas ut. Modernare plogar är oftast utrustade med hydraulisk stenutlösning.
4. Bäraxel: infästningspunkt för traktorns dragarmar.
5. Topp: infästningspunkt för traktorns toppstång.
6. Spak för inställning av tiltbredd: Med denna kan avståndet mellan plogkropparna varieras så att olika bredd på tiltorna kan fås. Moderna plogar kan ofta fås med hydraulisk inställning av tiltbredd.
7. Skivrist: Har till uppgift att skära ett spår framför plogkroppen så att kanten på tiltan blir rak och fin. Vissa plogar har en skivrist endast framför sista plogkroppen (se bild 12). Det förekommer också att vertikala knivar monterade på spetsarna ersätter skivristen
8. Spets: Bidrar till stabilitet i sidled och medför att mindre kraft behövs för att lyfta tiltan.
9. Skär: Den del av plogen som skär loss tiltan.
10. Vändskiva: Den del av plogen som vänder tiltan upp och ner. Ofta är det utformningen av denna del av plogen som avgör om den är bra eller dålig. Olika typer av vändskivor för olika typer av jordarter finns, exempelvis saluför franska Kuhn "Sverigeplogkroppen".

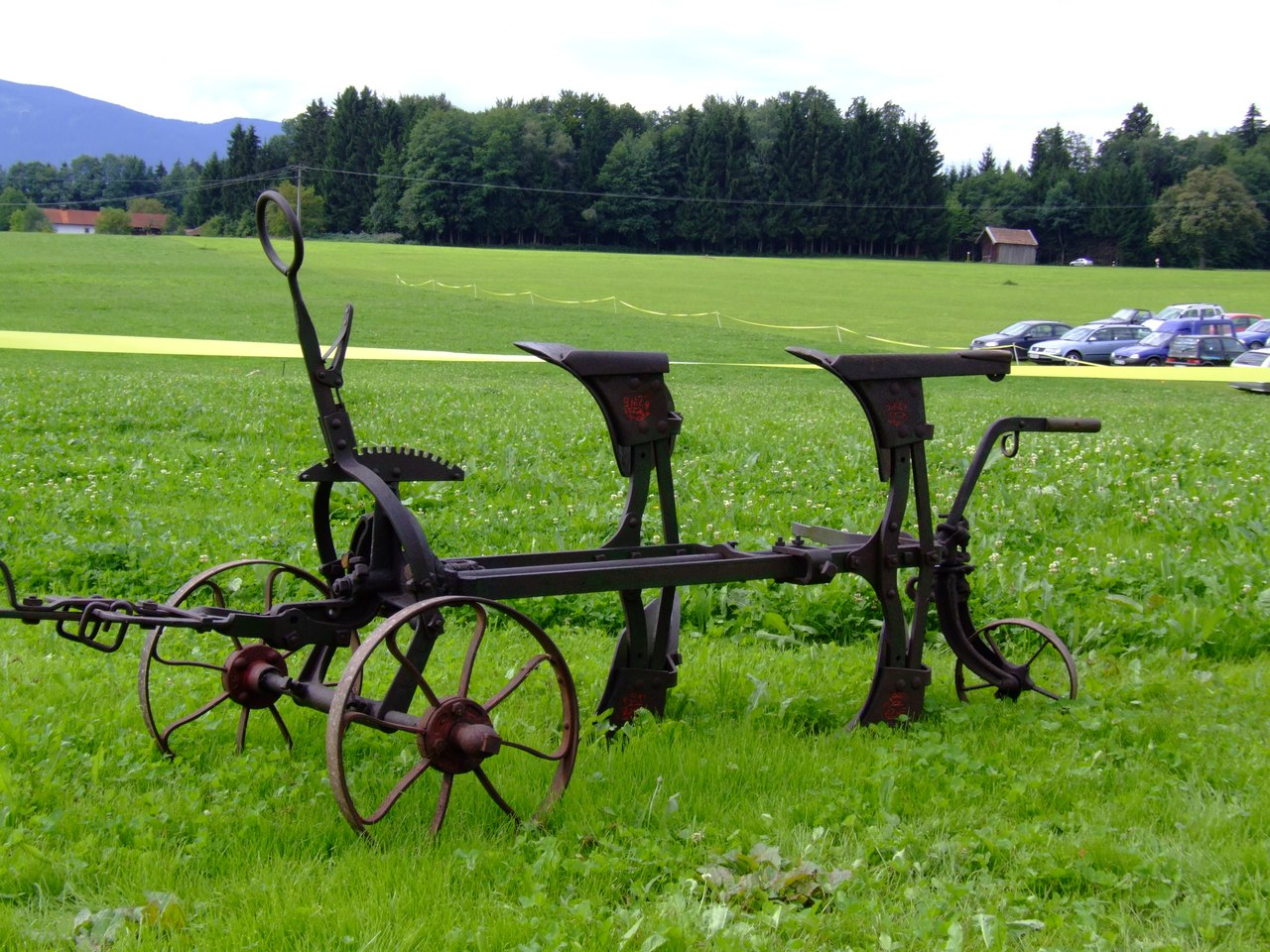
Tysk, hästdragen, 2-skärig växelplog.

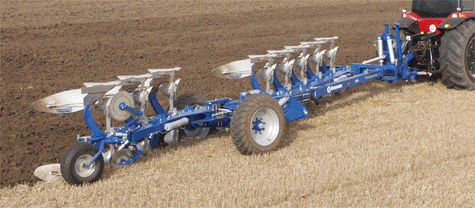
8-skärig svensk vagnsburen växelplog från Överum.

Växelplogen är uppbyggd på samma sätt som tegplogen men den har en dubbel uppsättning plogkroppar (se bild 10) där den uppsättning som inte används vänds uppåt genom att plogen roteras 180 grader. Det gör att man med en växelplog kan lägga tiltan både åt höger och åt vänster med följden att alla tiltor kan läggas åt samma håll och ryggar/slutfåror kan undvikas. Följden av det blir att antalet överfarter med harv kan minskas och dessutom minskas ofta belastningen på vändtegen. Plöjning med växelplog är alltså mer produktivt och dessutom enklare. Nackdelar med växelplogen är att den är väsentligt dyrare än en tegplog och kräver mer lyftkraft av traktorn. Växelplogen har funnits länge men försvann när traktorn tog över efter hästen som dragare, just på grund av sin större vikt. Idag är växelplogen en vanlig syn på våra åkrar.
En tredje modern typ av plog skulle kunna sägas vara brysselplogen som utvecklats med direkt syfte att ersätta plogen i plöjningsfri odling. Den är inte någon plog i traditionell mening utan består väsentligen av en blandning mellan tallriksharv och kultivator. Även kultivatorer (med gåsfötter) och tallriksredskap används vid plöjningsfri odling.

### Speciella plogar

#### Vändplogen
Vändplogen var en slags föregångare till växelplogen i det att den kan plöja åt vänster såväl som åt höger. Plogen, vars vändskiva var av trä, vändes genom att vändskivan lossades och flyttades över till andra sidan.  Detta krävde att plogspetsen och skäret var symmetriska i höger/vänster-led samt att vändskivan var "spegelvänt" symmetrisk. 

#### Plogar med förare
Tidiga järnplogar krävde en plöjare som hela tiden gick bakom och styrde plogen. Stålplogarna som kom på 1800-talet plöjde betydligt lättare och behövde inte ständig styrning för att parera rötter och andra hinder. Det gjorde att s.k. ridande plogar utvecklades. På dessa satt plöjaren på plogen. Djupregleringen hanterades av tre ställbara hjul. Vid vändtegen lyfte föraren upp plogkroppen med hjälp av en spak.

#### Balansplogen och ångmaskinen
Balansplogen består av två uppsättningar plogkroppar, en för plöjning åt höger och en för plöjning åt vänster. Uppsättningarna balanserar på ett i mitten placerat hjulpar, härav namnet (bild 4). Den utvecklades efter det att ångmaskinen kommit i kommersiellt bruk, från ca 1850. Vid plöjning med en sådan plog placerades en stationär ångmaskin vid var ände av fältet och sedan drogs plogen med hjälp av vajer fram och tillbaka. Vajern var infäst så, att när den sträcktes åt ena hållet lyftes plogkropparna som vette ut mot fältet upp och de andra sänktes ner i jorden. Äran för denna ångmaskinsplog tillkommer engelsmannen John Fowler, ingenjör och uppfinnare.
Den fasta jorden på USA:s vida slätter var som gjorda för plöjning med ångtraktorer, exempelvis "The big Case", "Reeves" och "Sawyer Massey". Lag med 10-talet ångtraktorekipage utrustade med 14-skäriga plogar användes och flera hundra hektar kunde plöjas upp varje dag.

#### Australiensisk tallriksplog

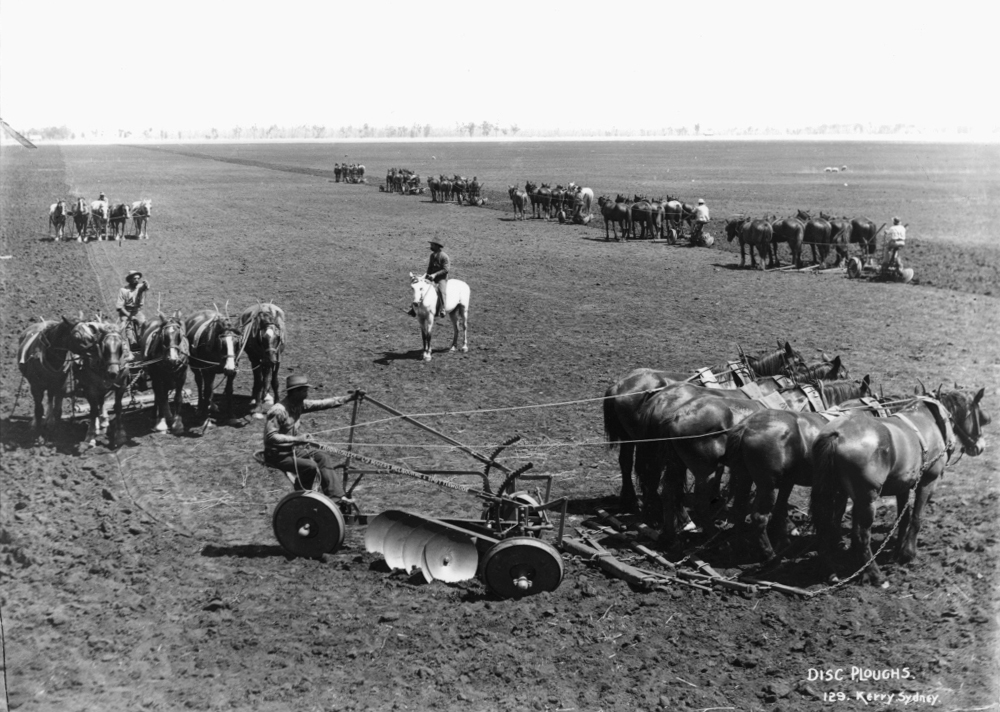
Australiensisk tallriksplog

Tallriksplogen, eller "the Stum-Jump plough" som den kallades uppfanns i Australien på 1870-talet. Den utformades för att kunna plöja land med många trästumpar och stenar på marken eftersom dessa var kostsamma att frakta bort. På plogkroppen satt en löstagbar vikt och när en sten eller ett trästycke kom i vägen för plogen lyftes vikten av så att plogkroppen kunde rulla över för att sedan tyngas ner i plöjningsläge igen.
En vidareutveckling av tallriksplogen använder konkava roterande tallrikar (eller tallrikspar) som är placerade i ganska tvär vinkel mot plöjningsriktningen. När plogen stöter på ett hinder rullar tallrikarna över. Tallriksplogen plöjer inte lika grundligt som en plog med vändskiva men den lyfter upp och bryter markytan. Att den inte plöjer djupt ses som en fördel eftersom det minskar vinderosion. 

#### Djupkultivator
Djupkultivatorn används för att luckra och lufta jorden på djupet utan att förstöra markytan. De är utrustade med kraftigt fjäderstål och har vingar på spetsarna (gåsvingar). Vanliga arbetsdjup är 20 – 30 cm och avståndet mellan skären är 20 – 30 cm. Den används vid reducerad jordbearbetning (plöjningsfri odling) och som åtgärd mot markpackning. Djupkultivatorer för djup ner till 60 cm finns och kallas då även alvluckrare eftersom dess uppgift är just att luckra upp alven som åtgärd mot markpackning.

#### Täckdikningsplog

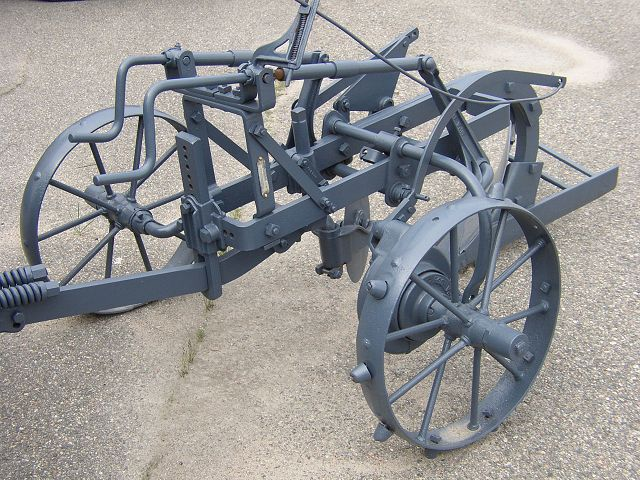
Nyodlingsplog från 1930-talet

En välgjord dränering, täckdikning, av mark kan fungera över 50 år men är kanske dyr att anlägga. Ett annat sätt att ordna dräneringen på ett fält är att använda en täckdikningsplog. Denna har en vertikal kraftig kniv som är upp till en meter lång. Längst ner finns en horisontell skiva eller en kula som när plogen dras framåt skapar en dräneringskanal. Den ersätter inte hela funktionen hos en reguljär dränering men kan fungera under en kortare period. I områden med marktjäle måste dräneringen oftast göras om med 2–3 års mellanrum. Det kan också vara svårt att få en korrekt lutning på denna typ av dräneringskanaler, speciellt om marken är kuperad. Speciella maskiner för nedläggning av dräneringsrör använder ibland en täckdikningsplog som, när den körs, matar ner dräneringsslang. Dessa utrustningar är då elektroniskt styrda så att djupet blir korrekt.

#### Nyodlingsplog
Vid nyodlingar, eller när odling skall återupptas på fält som inte brukats under lång tid, krävs en kraftig och stabil plog för att kunna skära av rötter och klara andra hinder i jorden. Dessa är oftast enskäriga och kan ställas in för stort plöjningsdjup. Idag används vanligen en speciell, mycket kraftig, jordfräs som lämnar efter sig en färdig såbädd.

## Dragkraftsbehov

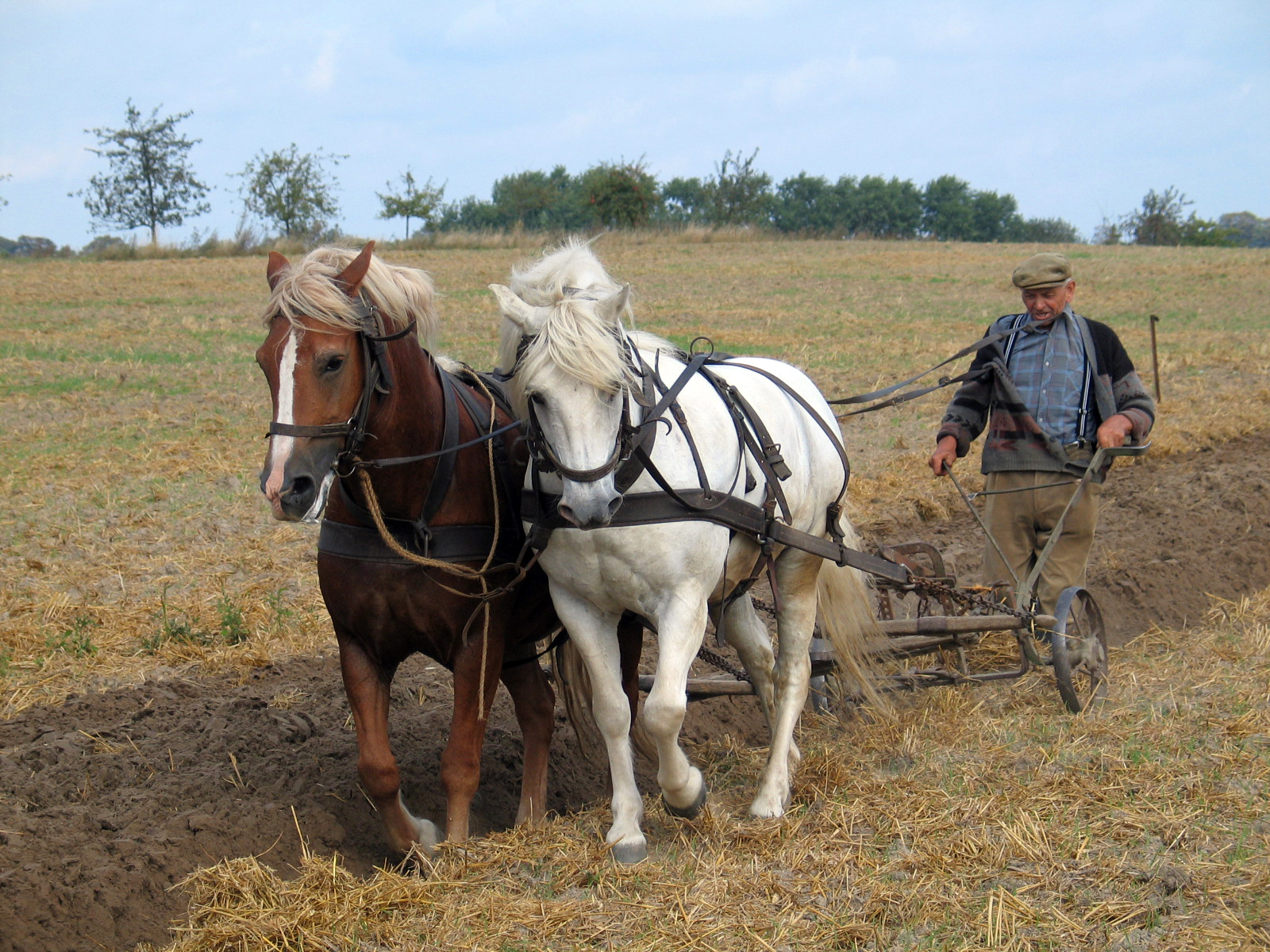
Plog dragen av hästar, i Mecklenburg-Vorpommern, Tyskland.

En modern arbetshäst klarar av att dra en plog i lätt jord, men i tyngre jordar behövs två hästar, där ena hästen går i fåran och den andra på oplöjd mark (bilden till vänster). Större plogar med fler plogkroppar kräver fler hästar och några måste gå på den plöjda marken, vilket är tyngre förutom att jorden trampas. Tung vulkanisk lerjord (t. ex. på Nya Zeeland) kräver fyra stora arbetshästar för att dra en tvåskärig plog. Hästarna kan kopplas två och två efter varandra, men där fälten är korta finns fördelar med att koppla alla i bredd. Vanligt vid plöjning är att hästarna får vila ca 10 minuter varje halvtimme. Plöjningsekipage för fler än två hästar användes endast på större gods och gårdar.
Amish-lantbrukare brukar använda lag om ca sju hästar eller mulor vid plöjning och oftast i samarbete mellan gårdarna. Vid middagstid byts dragarna och på detta sätt plöjer de mellan 1 och 4 ha per dag beroende på om jorden är lätt eller tung. Som jämförelse kan sägas att en modern traktor på 100 kW med en fyrskärig växelplog plöjer mellan 1 och 2 ha per timme. Världsrekordet i plöjning av så stor yta som möjligt under 24 timmar är från 2005 och sattes i Frankrike med en 20-skärig vagnsplog av märket Gregoire Besson, dragen av en Case IH STX 500 på 500 hk. På 24 timmar plöjdes 321 ha (3,21 km2).
De äldre hjulplogarna som för var vanliga i Sydsverige, särskilt då de drogs av oxar i stället för hästar, krävde i allmänhet rejält med dragare. 8 oxar framför plogen var inte ovanligt, och från Skytts härad berättar Carl von Linné och Mattias Sohlberg att man brukade inte mindre än 14 oxar framför plogen.

## Plöjningsfri odling
På senare tid har allt fler bönder slutat använda sig av redskapet som en gång revolutionerade det moderna jordbruket. Detta till stor del beroende på att man vid plöjning förstör matjordlagrets makrostruktur (rotkanaler, maskgångar, etc.) och därmed rubbar näringsbalansen. Markpackning, speciellt packning av alvlagret är ett problem med dagens tunga maskiner. Denna reduceras vid plöjningsfri odling eftersom den inte kräver mer än en eller ett par överfarter. Alla typer av jordar och alla typer av produktion lämpar sig inte för plöjningsfri odling och en väl utförd och fungerande dränering av markerna är den enskilt viktigaste förutsättningen för en bra makrostruktur i jorden.